# Карти сенсу
«Карти сенсу: Архітектура вірування» (англ. Maps of Meaning: The Architecture of Belief) — книга 1999 року канадського клінічного психолога та професора психології Джордана Пітерсона. У книзі описана теорія того, як люди конструюють сенс, що сумісна із сучасним науковим розумінням принципів функціонування мозку. Книга досліджує «структуру систем вірування та роль, яку ці системи відіграють у регуляції емоцій», використовуючи «численні академічні галузі, щоб продемонструвати, що поєднання міфів та вірувань з наукою є важливим для повного розуміння того, як люди створюють сенс».